# ونگلینه
ونگلینه (به لهستانی: Węgliny) یک روستا در لهستان است که در گمینا گوبین واقع شده‌است.